# 尾身朝子
尾身 朝子（おみ あさこ、1961年4月26日 - ）は、日本の政治家、ITコンサルタント。
総務副大臣、外務大臣政務官、衆議院議員（3期）、自由民主党総務副会長を歴任。父は第1次安倍内閣で財務大臣を務めた尾身幸次。次男はワタナベエンターテインメント所属のお笑いコンビ「ラパルフェ」の尾身智志。

## 来歴
東京都千代田区生まれ。父がニューヨーク領事となったことに伴い、小学校3年から中学1年までニュージャージー州で過ごす。東京大学法学部卒業後、NTTに入社。在職中、クリスマスパーティーで知り合った男性と結婚。2度の出産、育児休業を経験した。
1998年からNTT社内でJ-STAGE企画・開発・運用プロジェクトのプロジェクトリーダーを務めた。
2002年にNTTを退社し、ITコンサルタント業を起業。情報通信業の株式会社ブライトホープ代表取締役として、書籍資料の電子化（デジタル化）を図るなどITコンテンツ事業の推進に取り組んだ。
2004年7月11日、第20回参議院議員通常選挙に自民党公認で比例区から出馬するが落選。
2004年10月には東海大学総合科学技術研究所教授（非常勤）に就任。
2006年に父が特定非営利活動法人STSフォーラムを設立してからは、同秘書室長や事務局長を務めた。
2007年7月29日、第21回参議院議員通常選挙で再度、自民党比例区から出馬するも落選。
2013年4月、内閣府子ども・子育て会議委員。同年6月、公益社団法人麹町法人会常任理事。
同年12月、日本商工会議所若者・女性活躍推進専門委員会委員。

### 衆議院議員に初当選
2014年12月14日に行われた第47回衆議院議員総選挙に比例北関東ブロックから自民党名簿単独33位で立候補。自民党は同ブロックで8議席を獲得。重複立候補者のうち選挙区で落選した6人はすべて比例復活で当選。残り2議席は33位の尾身と34位の木村弥生に充てられ、ともに初当選を果たした。父と同じく清和政策研究会に入会。自民党文部科学部会副部会長。
2017年9月26日、自民党群馬県連は前回群馬1区当選の佐田玄一郎ではなく尾身朝子の群馬1区公認を党本部に推薦した。同年9月28日、自民党本部は1次公認リストを発表。党本部は1次公認で群馬1区では尾身を公認した。
2017年の第48回衆議院議員総選挙に自民党公認で群馬1区から出馬し当選。
2019年9月13日、 第4次安倍第2次改造内閣で外務大臣政務官に就任。
2021年10月7日、自民党群馬県連は選挙対策委員会で第49回衆院選群馬1区の公認候補の選出を党本部に一任することを決定した。
同年10月15日、自民党本部は第49回衆院選の2次公認候補を発表した。群馬1区では中曽根康隆前衆院議員が公認され、尾身は比例北関東ブロック単独での公認が決まった。
2021年の第49回衆議院議員総選挙には比例北関東ブロック単独で出馬して当選（比例名簿順位は単独1位）。
2022年8月12日、第2次岸田第1次改造内閣にて柘植芳文と共に総務副大臣に就任した。
2024年10月1日、自民党前橋支部に第50回衆議院議員総選挙の比例北関東ブロック単独での公認申請書を提出。しかし、同月6日に石破茂総裁は政治資金パーティー収入の裏金問題を受け、収支報告書に不記載があった小選挙区立候補予定者について比例重複立候補を認めない方針を発表した。同月9日、自民党本部は1次公認リストを発表したが、次期衆院選で比例単独出馬の可能性がある尾身朝子、上杉謙太郎、杉田水脈の3名（いずれも収支報告書に不記載あり）の公認判断は先送りされた。
同年10月11日、自民党の森山裕幹事長は尾身が同月投開票の第50回衆院選への出馬を辞退したと発表した。党本部の石破執行部には収支報告書への不記載で戒告処分を受けた尾身を比例名簿に上位で優遇する考えはなかったと報じられた。

## 政策・主張
- 日本国憲法第9条の改正に賛成[40]。
- 集団的自衛権を行使できるようにする憲法解釈の変更に賛成[40]。
- アベノミクスを評価する[40]。
- 原発は日本に必要[40]。
- 特定秘密保護法は日本に必要[40]。
- 「道徳」を小中学校の授業で教え、子供を評価することに賛成[40]。

## エピソード
- 2007年の参議院選挙に立候補した際、かつて尾身幸次と確執があった清和政策研究会（町村派）相談役の森喜朗から「私の命ある限り、朝子の町村派入りは認めない」と言及された[41]が、尾身朝子は衆院選初当選後、清和政策研究会（細田派）に入会した[13][14]。
- 二階派系の新人・中曽根康隆が2017年衆院選に群馬1区から出馬することを検討したが、二階俊博はこれに「待った」をかけて尾身朝子の顔を立てた[42]。日刊ゲンダイによって「第2次『上州戦争』回避で自民・尾身朝子氏が安泰」と報じられた[43]。
- 上毛新聞の取材に対して、2024年の自民党総裁選においては決選投票で石破茂に投票したと回答した[44]。1回目の投票の投票先は明らかにしなかった[44]。

## 不祥事

### 政治資金パーティー収入の裏金問題
自民党本部の派閥パーティーのキックバック（還流金）不記載問題が明るみに出たことで、同党の派閥である清和政策研究会（安倍派）が2024年1月31日、2020年から2022年までの政治資金収支報告書を訂正した。それを受けて上毛新聞が清和研に所属する尾身に取材を行ったところ、2018年から2022年の過去5年間のうち、2019年から2022年の4年間で還流金計623万円を受け取り、その還流金を自身の政治資金収支報告書に記載していなかったことを明かした。
2024年4月4日、自民党は党紀委員会を開き、尾身を戒告とするなど安倍派と志帥会（二階派）の議員ら計39人の処分を決定した。
同年5月14日、衆議院政治倫理審査会は、裏金事件に関与しながら同審査会で弁明していない自民党議員44人に出席と説明を求める野党の申立てを全会一致で可決した。同月17日、参議院政治倫理審査会も同様に、弁明していない議員29人に出席と説明を求める申立てを全会一致で可決した。尾身を含む関係議員73人は全員出席を拒否し、6月23日に通常国会は閉会した。

## 所属団体・議員連盟
- 自民党たばこ議員連盟[53]
- 日本会議国会議員懇談会[54]